# Мост на влюбените
Мост на влюбените е неофициално име на пешеходен надлез, наричан също Мост на НДК или Мост зад НДК, в близост до Националния дворец на културата (НДК) в центъра на София.
Преминава над булевард „България“ при кръстовището му с бул. „Фритьоф Нансен“ и бул. „Черни връх“. Свързва Националния дворец на културата с хотел „Хилтън София“, музея „Земята и хората“ и Музея на съвременното изкуство в началото на Южния парк.
Името му Мост на влюбените идва вероятно от това, че млади двойки го използват за място на срещите си. Под моста е входът към ресторант на „Макдоналдс“ с голяма арка, изграден върху покритата Перловска река между платна за движение на бул. „България“.
На моста епизодично се организират обществени прояви (предимно изложби) като например фотоизложбата „Земята отвисоко“ на френския фотограф Ян Артюс-Бертран през 2007 г.